# Pedomyia dryopolis
Pedomyia dryopolis là một loài ruồi trong họ Asilidae. Pedomyia dryopolis được Londt miêu tả năm 1994. Loài này phân bố ở vùng nhiệt đới châu Phi.